# St. Peter und Paul (Eltville)

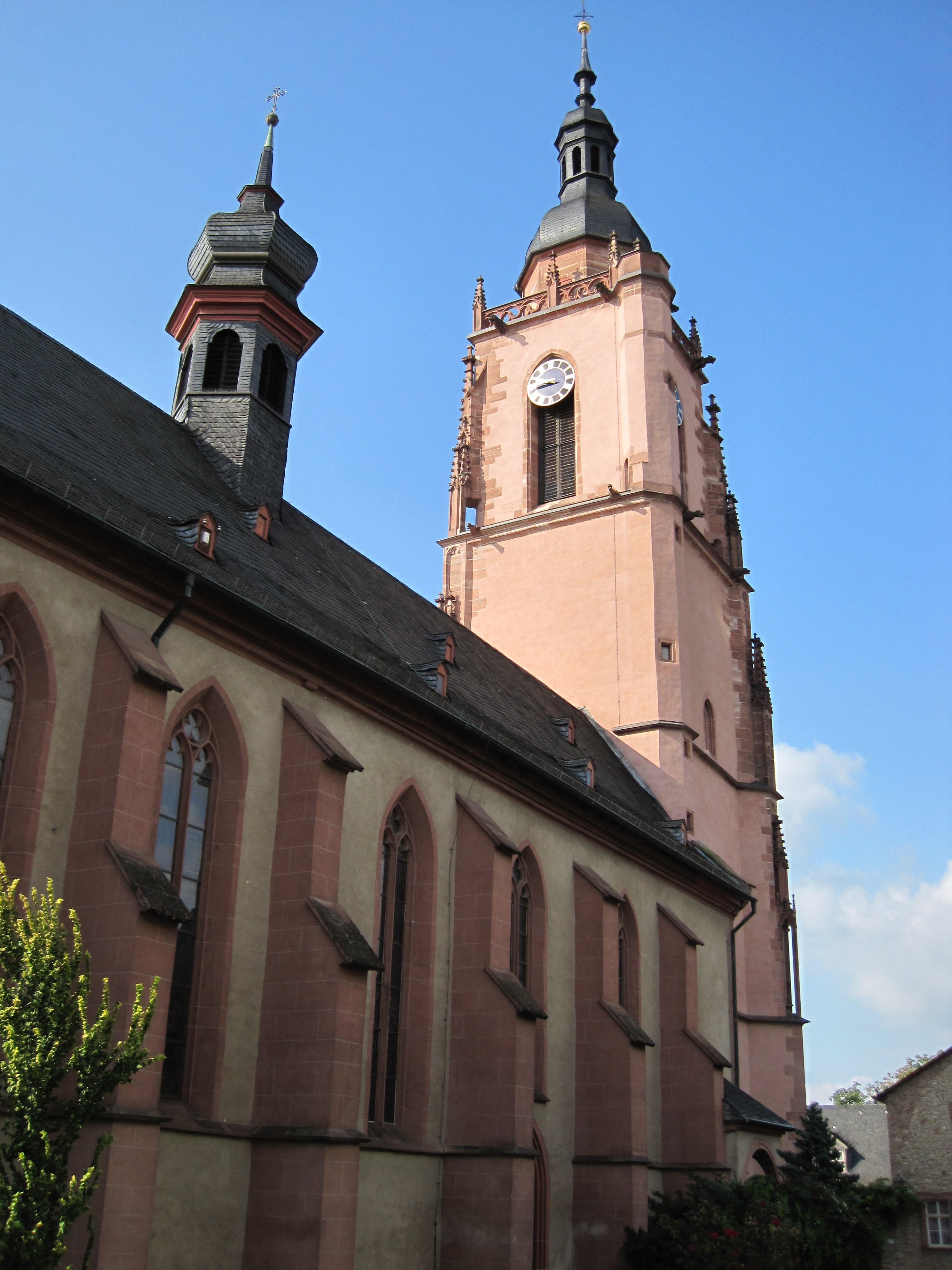
Pfarrkirche St. Peter und Paul Eltville

Langschiff und Chor

Langschiff und Orgelempore

Die katholische Pfarrkirche St. Peter und Paul ist eine unsymmetrische zweischiffige Hallenkirche in Eltville am Rhein.
Seit 2016 ist sie die Pfarrkirche der Pfarrei St. Peter und Paul Rheingau, die als Pfarrei Neuen Typs aus Zusammenlegung der Pastoralen Räume Oestrich-Winkel, Eltville und Wallufthal gegründet wurde. Zu ihr gehören, neben Eltville, folgende Ortskirchen und Kirchorte:
- St. Markus in Erbach
- Maria Himmelfahrt in Hallgarten
- St. Vincentius in Hattenheim
- St. Valentinus in Kiedrich
- St. Sebastian und Laurentius in Martinsthal
- St. Ägidius  in Mittelheim
- St. Johannes der Täufer in Niederwalluf
- St. Martin in Oberwalluf
- St. Martin in Oestrich
- St. Antonius in Rauenthal
- St. Wallburga in Winkel.[1]

## Geschichte
Erste Spuren eines frühen Kirchenbaues aus dem 10. Jahrhundert wurden bei Bauarbeiten und Grabungen 1933/34 entdeckt, im 12. Jahrhundert folgte ein romanischer Bau. Zeugnis davon gibt vermutlich eine dünne runde Säule, welche die Empore im Hauptschiff abstützt.
Im 14. Jahrhundert – Eltville war erzbischöfliche Residenz geworden – genügte der Bau den Ansprüchen nicht mehr, weshalb man sich zu einem Neubau entschloss.
Anhand von Schlusssteinen ist zu erkennen, dass das Mainzer Petersstift, welches das Patronat über die Eltviller Kirche innehatte, sowie das Mainzer Domstift und Adlige aus Eltville Geld für den Neubau gestiftet haben. Zur Finanzierung trug ebenfalls ein im Jahr 1352 oder 1353 verliehener Ablass bei.
Der Baubeginn der heutigen Kirche lag möglicherweise im Jahr 1305, der Chor konnte ab 1359 benutzt werden.
Als Turm der bis dahin einschiffigen Hallenkirche diente zunächst, ähnlich wie bei St. Martin in Oestrich oder St. Vincentius in Hattenheim, der Turm des romanischen Vorgängerbaues.
Gegen 1420 beginnt eine Erweiterung der Kirche nach Süden mit einem neuen Seitenschiff. Grund war wohl ein Hostienwunder, das sich 1400 in Niedergladbach zutrug. Mit Umzug der Hostie nach Eltville begann eine Wallfahrt, die eine Vergrößerung der Kirche erforderlich machte.

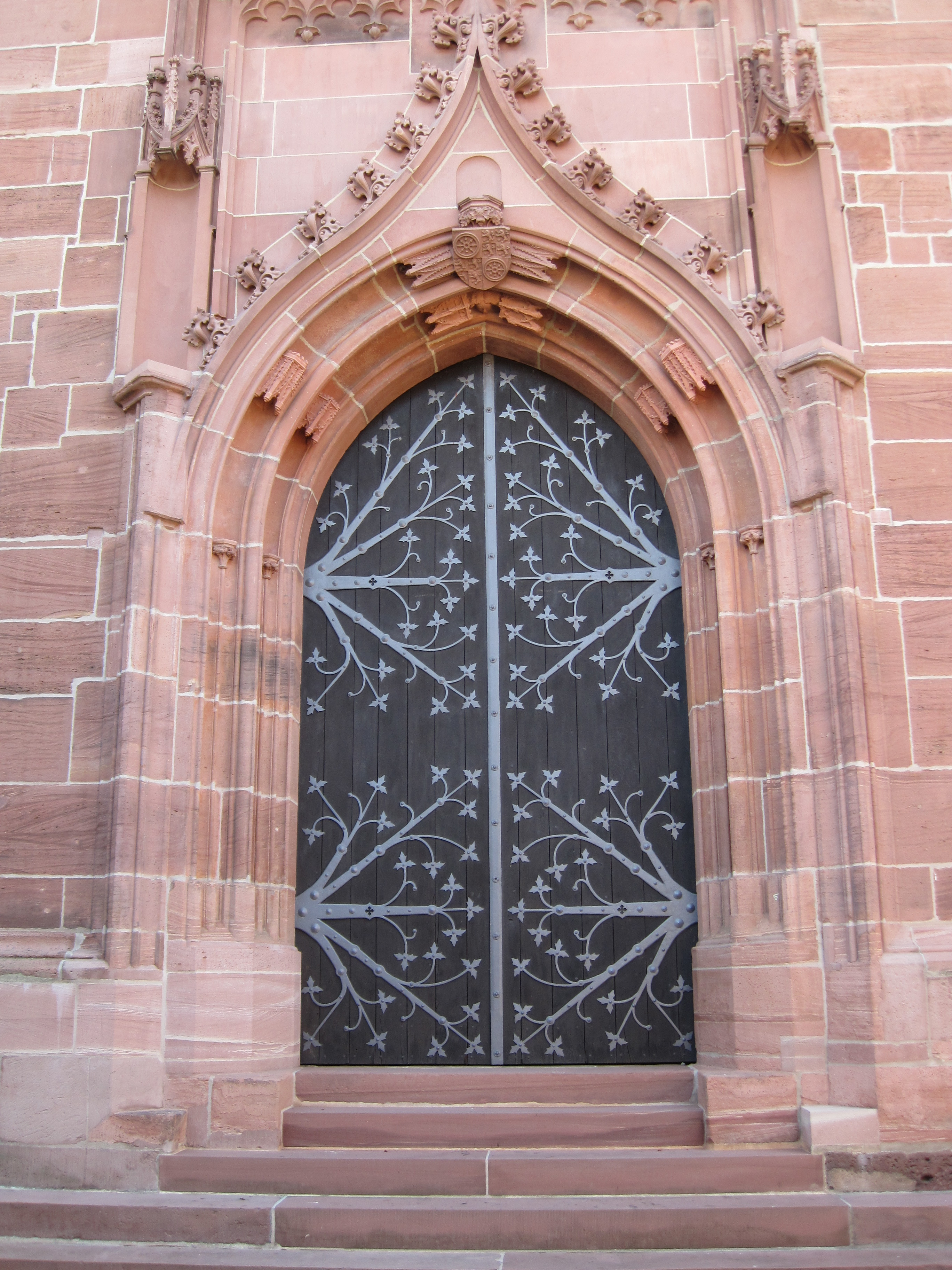
Das Westportal mit dem Wappen des Mainzer Erzbischofs Konrad von Dhaun

Etwa zur selben Zeit wurde der landschaftsprägende Westturm zugefügt. Er wurde von einem Schüler des Frankfurter Baumeisters Madern Gerthener errichtet und besitzt reichen spätgotischen Formenschmuck. Das Westportal zeigt das Wappen des Mainzer Erzbischofs Konrad von Dhaun. Es erinnert an Arbeiten Madern Gertheners am Memorienportal im Mainzer Dom, das Südportal des Frankfurter Domturmes sowie an das Westportal der Kirche St. Valentinus (Kiedrich).
Nach einem Blitzschlag 1683 brannte der Turm ab, statt eines steilen gotischen Helmes wurde 1686 von Dombaumeister Veit Schneider aus Mainz eine neue barocke Turmhaube errichtet.
Das heutige Dach über dem Langhaus mit Dachreiter aus dem Jahre 1783 wurde nach einem Brand 1782 errichtet.
Ab 1862 fanden umfangreiche Umbauarbeiten statt, um die Kirche wieder in einen gotischen Zustand zu versetzen. Unter anderem wurden die weißen Glasscheiben, die 1753 ältere Kirchenfenster verdrängt hatten, durch farbige Fenster des belgischen Künstlers Jean-Baptiste Bethune ersetzt. Diese sechs sogenannten „Blauen Fenster“ wurden 1867/68 als Chorschlussfenster eingesetzt und zeigen die Heiligen Petrus und Paulus, Katharina und Sebastian und Karl Borromäus und Elisabeth. 1902–05 verdrängten neue Chorschlussfenster des Künstlers A.F. Martin die Bethune-Fenster, die an die Nordseite des Chores versetzt wurden.
Die nächsten größeren Veränderungen fanden 1933/34 statt. Es wurde eine neue Sakristei geschaffen, die alte in eine Marienkapelle umgewandelt. Auch der Stumpf des alten romanischen Turmes wurde entfernt.
Der Künstler Jupp Jost schuf 1984/85 neue Fenster zum Thema „Der Wein im Alten und Neuen Testament“ für die Nordwand der Kirche.

## Ausstattung

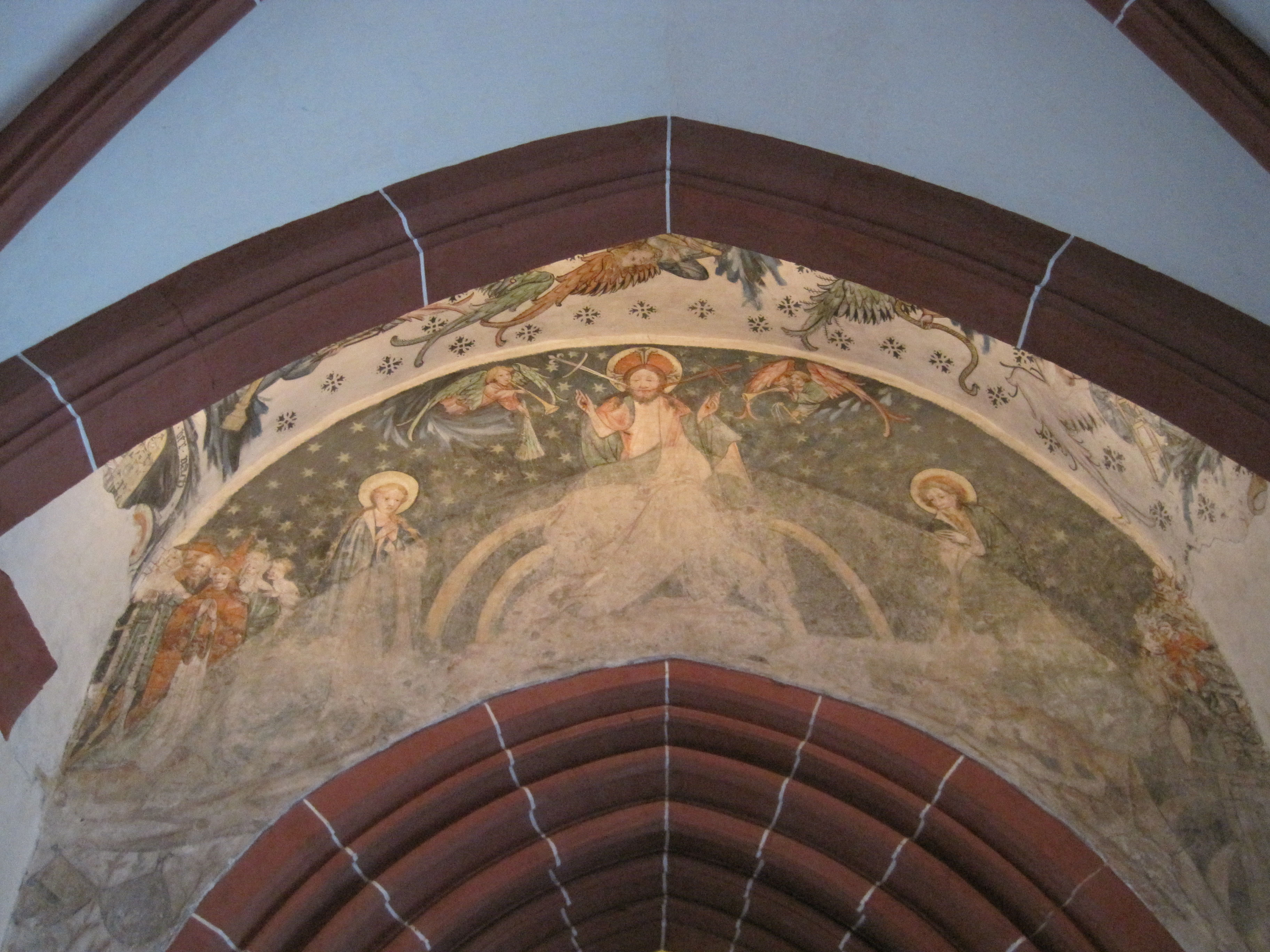
Jüngstes Gericht um 1400

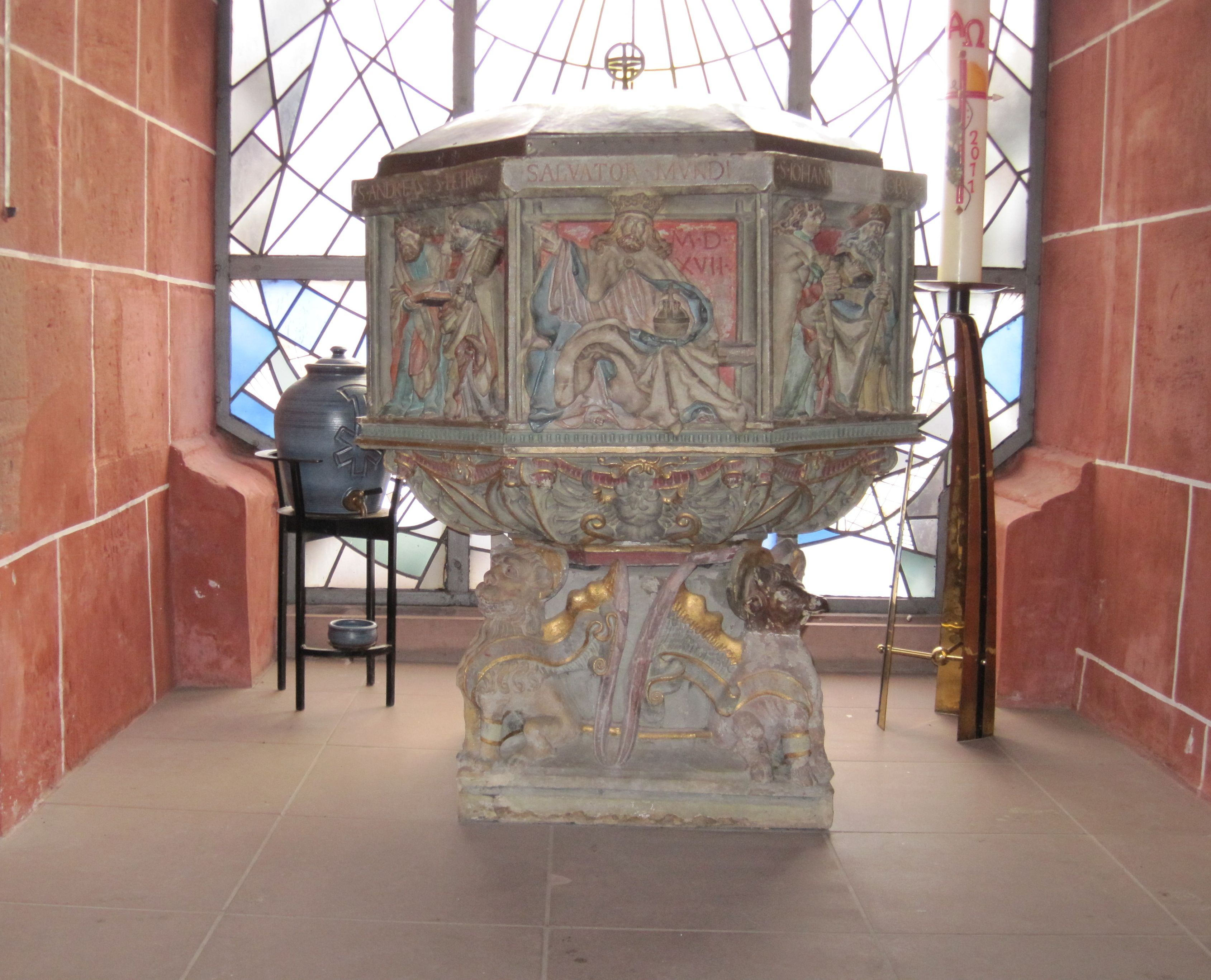
Taufstein von Peter Schro, 1517

- Beachtenswerte spätgotische Wandmalereien: Wappenreigen über dem Triumphbogen, um 1400.
- Hervorragend erhaltene Darstellung des Jüngsten Gerichtes eines mittelrheinischen Meisters an der Ostwand der Turmhalle, um 1400. Bis zur Wiederentdeckung 1961 nie übermalt.
- Lamm Gottes-Darstellung in der Marienkapelle, erste Hälfte des 15. Jahrhunderts.
- Taufstein (datiert auf 1517), der über den Symbolen der vier Evangelisten paarweise die zwölf Apostel und Christus als Weltenrichter zeigt. Farbige Fassung 1960 nach Original-Farbresten. Zugewiesen Peter Schro, einem Werkstattschüler von Hans Backoffen.
- Mondsichelmadonna von Peter Schro, Holz, um 1520.
- Mondsichelmadonna vom sogenannten Meister mit dem Brustlatz, Holz, Anfang 16. Jahrhundert.
- Reihe von Heiligenfiguren aus dem 18. Jahrhundert.
- Neugotischer Hochaltar, 1867–69 nach einem Entwurf Bethunes.
- Zahlreiche Grabsteine und Epitaphien.
- Renaissance-Denkmal Agnes von Koppenstein mit ihren beiden Kindern.
- Kreuzigungsgruppe in der Schmidtburg-Kapelle auf dem Kirchhof von Peter Schro, um 1505.
- Die Ölberggruppe an der Außenseite der Kirche (um 1520) wird ebenfalls Peter Schro zugeordnet.

## Orgeln

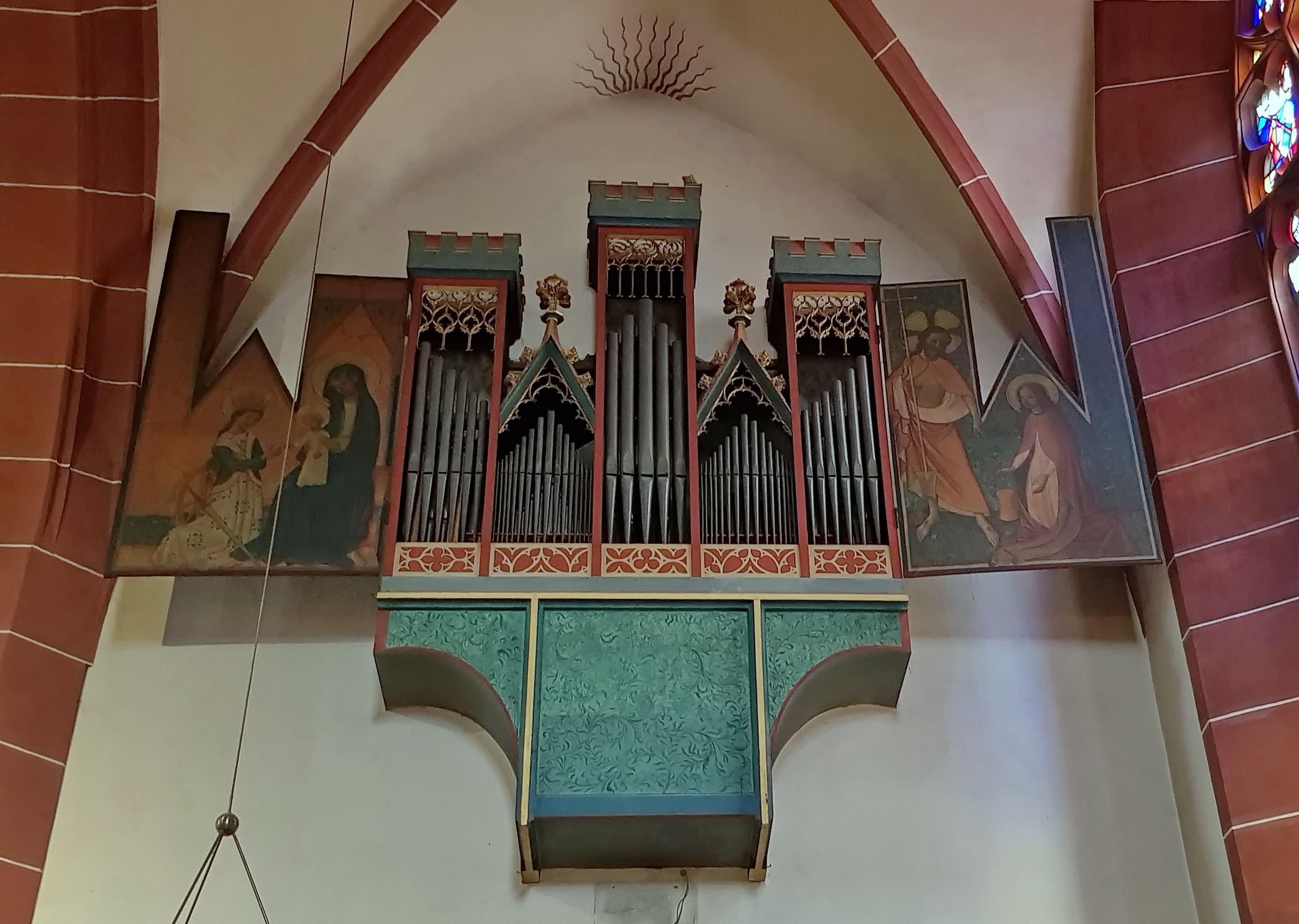
Schwalbennestorgel im Seitenschiff

Die Eltviller Kirche verfügt über zwei Orgeln: Auf Initiative von Baron John Sutton wurde nach dem Vorbild der Orgel in St. Valentinus (Kiedrich) 1868/1869 eine Schwalbennestorgel von Orgelbaumeister Louis-Benoît Hooghuys (1822–1885) aus Brügge/Belgien fertiggestellt. Dieser hatte auch schon die Restaurierungsarbeiten an der Kiedricher Orgel ausgeführt. Die Firma Klais baute 1934 einen neuen, dreimanualigen Spieltisch auf der Westempore. Die Schwalbennestorgel war nun von dort aus anspielbar. Klais änderte 1953 die Disposition tiefgreifend. Seit Februar 2015 ist die Orgel stumm.
Die Hauptorgel von 1962 wurde von der Firma Förster & Nicolaus aus Lich unter Einbeziehung einiger älterer Register neu gebaut. Die Schwalbennestorgel wurde von acht auf fünf Register verkleinert und der Prospekt stillgelegt. Im Jahr 1979 folgte der Einbau eines neuen Spieltisches.
| I Hauptwerk C–g3 |       |
| Prinzipal        | 8′    |
| Rohrflöte        | 8′    |
| Spitzflöte       | 4′    |
| Superoctave      | 2′    |
| Sesquialter II   | 1 ⁄3′ |
| Mixtur IV        |       |
| Regaltrompete    | 8′    |

| II Positiv C–g3 |       |
| Gedackt         | 8′    |
| Prinzipal       | 4′    |
| Nachthorn       | 4′    |
| Nasard          | 2 ⁄3′ |
| Waldflöte       | 2′    |
| Sifflet         | 1′    |
| Zimbel III–IV   |       |
| Krummhorn       | 8′    |
| Tremulant       |       |

| III Schwalbennestorgel C–g3 |       |
| Quintade                    | 8′    |
| Prinzipal                   | 4′    |
| Rohrflöte                   | 4′    |
| Prinzipal                   | 2′    |
| Quinte                      | 1 ⁄3′ |

| Pedal C–f1 |     |
| Subbaß     | 16′ |
| Oktavbaß   | 8′  |
| Gemshorn   | 4′  |
| Nachthorn  | 2′  |
| Fagott     | 16′ |
| Klarine    | 4′  |

- Koppeln: II/I, III/I, I/P, II/P, III/P
- Spielhilfen: 3 freie Kombinationen, Tutti, Zungeneinzelabsteller

Derzeit wird die Orgel von Orgelbau Hardt renoviert und umgebaut. In diesem Zuge wird auch die Schwalbennestorgel renoviert und künftig als zweites Manualwerk spielbar. Eine weitere Besonderheit ist ein neues Solowerk, welches u. a. mit Pfeifenmaterial aus England bestückt wird. Von einem neuen, vier-manualigen Spieltisch der Firma Ludwig Eisenschmid wird die Orgelanlage insgesamt anspielbar sein.
| I Hauptwerk C–g3 |       |
| Bordun           | 16′   |
| Praestant        | 08′   |
| Clarabella       | 08′   |
| Amorosa          | 08′   |
| Octave           | 04′   |
| Flauto dolce     | 04′   |
| Superoctave      | 02′   |
| Cornett III      | 2 ⁄3′ |
| Mixtur IV        | 1 ⁄3′ |
| Corona II        | 01⁄2′ |
| Trompette        | 08′   |
| Tremulant        |       |
| Cymbelstern      |       |
| Nachtigall       |       |

| II Schwalbennestorgel C–g3 |       |
| Portunal                   | 8′    |
| Gedackt                    | 8′    |
| Quintatön                  | 8′    |
| Praestant                  | 4′    |
| Rohrflöte                  | 4′    |
| Harfpfeife                 | 4′    |
| Unda maris                 | 4′    |
| Sesquialter II             | 2 ⁄3′ |
| Prinzipal                  | 2′    |
| Blockflöte                 | 2′    |
| Quinte                     | 1 ⁄3′ |
| Octävlein                  | 1′    |
| Hintersatz IV              | 2′    |
| Acuta III                  | 1′    |
| Krummhorn                  | 8′    |
| Lure                       | 4′    |
| Tremulant                  |       |

| III Schwellwerk C–g3 |        |
| Keraulophon          | 8′     |
| Hohlflöte            | 8′     |
| Salicional           | 8′     |
| Vox coelestis        | 8′     |
| Suavial              | 4′     |
| Nasard               | 2 ⁄3′  |
| Flageolet            | 2′     |
| Terzflöte            | 1 3⁄5′ |
| Rauschpfeife II–III  | 2′     |
| Trompete             | 8′     |
| Oboe                 | 8′     |
| Klarine              | 4′     |
| Tremulant            |        |

| IV Solowerk C–g3 |       |
| schwellbar       |       |
| Soloflöte        | 08′   |
| Sologambe        | 08′   |
| Solo-Cornet V    | 08′   |
| Septime          | 1 ⁄7′ |
| None             | 08⁄9′ |
| Klarinette       | 08′   |
| Tremulant        |       |
| Oboe             | 08′   |
| Physharmonica    | 08′   |
| nicht schwellbar |       |
| Lure             | 16′   |
| Englische Tuba   | 08′   |
| Lure             | 08′   |
| Glockenspiel     |       |

| Pedalwerk C–f1 |     |
| Untersatz      | 32′ |
| Principalbass  | 16′ |
| Subbass        | 16′ |
| Zartbass       | 16′ |
| Octavbass      | 08′ |
| Gemshorn       | 08′ |
| Tenoroctave    | 04′ |
| Flauto dolce   | 04′ |
| La Force XL    | 32′ |
| Kontraposaune  | 16′ |
| Posaune        | 16′ |
| Lure           | 16′ |
| Trompete       | 08′ |
| Lure           | 08′ |
| Englische Tuba | 08′ |
| Klarine        | 04′ |
| Oboe           | 04′ |
| Tambourin      |     |

- Normalkoppeln: I/II, II/I, III/I, III/II, IV/I, IV/III, I/P, II/P, III/P, IV/P
- Suboktavkoppeln: II/I, II/II, III/I, III/II, III/III, II/P, III/P, IV/P
- Superoktavkoppeln: III/I, III/II, III/III, II/P, III/P, IV/P
- Supersuperoktavkoppel: P/P
- Tastenfesseln: II, III
- Äquallage ab: II

## Glocken
Bis zum Brand des Kirchturmes 1683 besaß die Kirche vier große Glocken, wovon die größte 5050 kg gewogen haben soll; danach sind vier große Glocken mit einem Gewicht von 4000 kg, 2750 kg, 1750 kg und 1250 kg und ein kleines Messglöckchen nachgewiesen. Doch 1782 fiel auch dieses Geläute einem Kirchturmbrand zum Opfer.
Daraufhin wurde Wilhelm Heinrich Rincker beauftragt, fünf neue Glocken unter Verwendung der Reststücke zu gießen. Im 19. Jh. kam es auf Grund von Beschädigungen zu verschiedenen Umgüssen. Das Geläute bestand dann bis zum II. Weltkrieg aus vier Glocken und einem Salveglöckchen im Dachreiter. Die vier großen Glocken wurden 1942 beschlagnahmt. Doch konnten 1948 zwei von ihnen wiedergefunden und zurückgeführt werden. Die Glockengießerei Schilling goss 1953 zur Komplettierung des Geläutes zwei neue Glocken. So besteht es heute wieder aus vier Glocken.
Das alte noch erhaltene Salveglöckchen von 1783 hängt unläutbar im Dachreiter des Kirchenschiffes, es hat den Schlagton c2.
| Nr. | Name               | Masse (kg) | Ø (mm) | Schlagton (16tel) | Gussjahr | Glockengießer                            | Inschrift |
| 1   | Hl. Dreifaltigkeit | 2.650      | 1.685  | h0-4              | 1821     | Ewald Schott, Mainz                      | unleserlich |
| 2   | St. Sebastianus    | 1.650      | 1.454  | d1-9              | 1819     | Ewald Schott und Joseph Zechbauer, Mainz | Anno 1819 goß mich Joseph Zechbauer und Ewald Schott zu Mainz. / Tön ich nun schöner wie ich soll / Gebührt Herrn Rasch des Dankes Zoll. / Ins bessre Dasein rief mich er / Allein ich ward und war nicht mehr. / Wie schnell hat nich(t) ein Mißgeschick / Des edlen Mann(e)s Werk zerstört, /Doch half mir wieder Kunst und Glück / Zur Freude die ihr mich hört. |
| 3   | St. Peter und Paul | 1000       | 1.136  | f1+1              | 1953     | W.F. Schilling, Heidelberg               | Petrus, christverheißender Oberhirt, / Paulus christerfüllter Völkerlehrer, / als der Kirche Schutzpatrone / strahlt ihr, streuend Licht und Kraft. / Froher Dank hat mich gegossen, / Stadt und Kirche ward verschont / in den Krieges Ungewittern. |
| 4   | St. Nikolaus       | 520        | 948    | as1+2             | 1953     | W.F. Schilling, Heidelberg               | Gerechtigkeit schafft Frieden / Dem Hl. Nikolaus geweiht / nach Krieges Not und Leid / künd ich Frieden alle Zeit |